# Registre national des lieux historiques dans le comté de Modoc

Localisation du comté de Modoc en Californie

Ceci est la liste des lieux historiques inscrits sur le registre national dans le comté de Modoc en Californie.
Cette liste des propriétés et des districts des lieux historiques du registre national dans le comté de Modoc en Californie, est censée être exhaustive. Les coordonnées de latitude et longitude sont fournies pour la plupart des propriétés et les districts du registre national ; ces localisations peuvent être aperçus sur Google Maps.
Il y a 18 propriétés et districts répertoriés sur le registre national dans le comté, dont un monument historique national.

## Liste actuelle
| Position | ID       | Type | Nom                                                               | Localisation                                        | Ville          | Date d'inscription | Image | Coordonnées                          | Description |
| -------- | -------- | ---- | ----------------------------------------------------------------- | --------------------------------------------------- | -------------- | ------------------ | ----- | ------------------------------------ | ----------- |
| 1        | 97000028 | NRHP | Adin Supply Company (en)                                          | W side of Main St. between Center and McDowell Sts. | Adin           | 7 février 1997     |       | 41° 11′ 50″ nord, 120° 56′ 40″ ouest |             |
| 2        | 76000500 | NRHP | Anklin Village Archeological Site                                 | Adresse restreinte                                  | Canby          | 3 juin 1976        |       |                                      |             |
| 3        | 74000341 | NRHP | Black Cow Spring                                                  | Adresse restreinte                                  | Canby          | 9 juillet 1974     |       |                                      |             |
| 4        | 74000531 | NRHP | Core Site                                                         | Adresse restreinte                                  | Canby          | 8 avril 1974       |       |                                      |             |
| 5        | 74000342 | NRHP | Cuppy Cave                                                        | Adresse restreinte                                  | Canby          | 12 juillet 1974    |       |                                      |             |
| 6        | 75000224 | NRHP | Fern Cave Archeological Site (en)                                 | Adresse restreinte                                  | Tulelake       | 29 mai 1975        |       |                                      |             |
| 7        | 99000582 | NRHP | Jess Valley Schoolhouse (en)                                      | Cty. Rd. 64                                         | Likely         | 20 mai 1999        |       | 41° 15′ 59″ nord, 120° 18′ 39″ ouest |             |
| 8        | 75002182 | HD   | texte=District archéologique du monument national de Lava Beds    | Adresse restreinte                                  | Tulelake       | 21 mars 1991       |       |                                      |             |
| 9        | 76000501 | NRHP | Mildred Ann Archeological Site                                    | Adresse restreinte                                  | Canby          | 3 juin 1976        |       |                                      |             |
| 10       | 85000357 | NRHP | NCO Railway Depot (en)                                            | East and 3rd Sts.                                   | Alturas        | 28 février 1985    |       | 41° 29′ 12″ nord, 120° 32′ 23″ ouest |             |
| 11       | 02001393 | NRHP | Nelson Springs                                                    | Adresse restreinte                                  | Likely         | 21 novembre 2002   |       |                                      |             |
| 12       | 74000529 | NRHP | Nevada-California-Oregon Railway Co. General Office Building (en) | 619 N. Main St.                                     | Alturas        | 6 septembre 1974   |       | 41° 29′ 23″ nord, 120° 32′ 35″ ouest |             |
| 13       | 75000178 | NRHP | Petroglyph Point Archeological Site                               | Adresse restreinte                                  | Tulelake       | 29 mai 1975        |       |                                      |             |
| 14       | 83001209 | NRHP | Sacred Heart Catholic Church (en)                                 | 507 E. 4th St.                                      | Alturas        | 30 juin 1983       |       | 41° 29′ 14″ nord, 120° 32′ 13″ ouest |             |
| 15       | 74000340 | NRHP | Seven Mile Flat Site                                              | Adresse restreinte                                  | Comté de Modoc | 24 décembre 1974   |       |                                      |             |
| 16       | 74000287 | NRHP | Skull Ridge                                                       | Adresse restreinte                                  | Canby          | 9 juillet 1974     |       |                                      |             |
| 17       | 74000288 | NRHP | Skull Spring                                                      | Adresse restreinte                                  | Canby          | 9 juillet 1974     |       |                                      |             |
| 18       | 06000210 | NHLD | Tule Lake Segregation Center                                      | NE side CA 139                                      | Newell         | 17 février 2006    |       | 41° 53′ 07″ nord, 121° 22′ 29″ ouest |             |